# 陳郡
陳郡（ちん-ぐん）は、中国にかつて存在した郡。隋代まで現在の河南省周口市一帯の地域に設置されていた。

## 概要
『史記』陳渉世家における秦代の記述に「（陳渉は）陳を攻めたが、その守・令は皆不在で…」とあることから、秦代には既に陳郡は置かれていたとも言われる。しかし秦代の封泥や木簡には「淮陽」の文字があり、また秦漢時代には郡名を郡庁の置かれた地名で呼ぶ習慣があったことから、郡名としては秦代より淮陽郡であったとも言われる。
いずれにせよ前漢時代以降は、中央から派遣された太守の統治する淮陽郡と、諸侯の領地である淮陽国が繰り返し置かれた。88年（後漢の章和2年）に劉羨が陳王となり、淮陽郡を食封とした時に、淮陽郡は陳国と改められた。後漢の陳国は、陳・陽夏・寧平・苦・柘・新平・扶楽・武平・長平の9県を管轄した。
曹魏のとき、曹植が陳王となり、陳国が置かれた。
西晋が建国され、司馬肜が梁王となると、陳郡は梁国に編入された。302年（永寧2年）に梁王司馬肜が死去すると、陳郡の称に戻された。東晋に入ると、陳郡は後趙・前燕・前秦といった五胡の諸国の支配を受けたため、東晋は合肥に陳郡を僑置することとなる。これについては次節に述べる。劉裕の北伐が成功すると、陳郡は東晋の支配に戻った。
南朝宋のとき、陳郡は豫州に属し、項・西華・穀陽・萇平の4県を管轄した。北魏の勢力が伸長すると、陳郡の支配は南朝の手から失われた。
東魏のとき、陳郡は北揚州に属し、項・萇平・西華・襄邑の4県を管轄した。北斉のとき、北揚州は信州と改称され、陳郡は信州に属した。北周のとき、信州は陳州と改称され、陳郡は陳州に属した。
583年（開皇3年）、隋が郡制を廃すると、陳郡は陳州に統合されて、陳郡の呼称は姿を消した。

## 僑置陳郡
六朝時代、陳郡の本貫の地が対立する王朝に奪われていたとき、本貫を離れた南方の土地に陳郡とその属県が置かれた。
330年（東晋の咸和5年）、合肥に陳郡が僑置された。
南朝宋のとき、陳郡は南豫州に属し、項・西華・陽夏・穀陽・萇平の5県を管轄した。
南朝斉のとき、陳郡は豫州に属し、項・西華・陽夏・萇平の4県を管轄した。
東魏のとき、陳郡は霍州に属し、項・陽夏・鮦陽の3県を管轄した。